# Tvornica Vitezit
Tvornica Vitezit, tvornica vojnog eksploziva u Vitezu.
3. srpnja 1950. godine, rješenjem predsjednika Vlade FNRJ osnovano je u Vitezu poduzeće "202", koje je kasnije dobilo naziv Poduzeće kemijske industrije "Slobodan Princip Seljo". U pogonima ovoga poduzeća proizvode se namjenski proizvodi, raketni baruti, flegmatizatori, antifriz, zatim privredni eksplozivi i štapin, a formira se i treća proizvodna jedinica ("Sintevit") čiji su proizvodni programi PVC-granulati, ekstruzija i prerada od PVC materijala, izrada ambalaže i ostalih proizvoda od visokotlačnog polietilena, ploča od termoplasta i sl.

U toj tvornici je proizveden jedan od najpoznatijih eksploziva u ovom dijelu Europe. Nazvan je po nazivu grada, "Vitezit". To je pak bio običan eksploziv kao i svi drugi, ali mu se je dodalo željezova(III) oksida 20% i tako je postajao crvene boje i bio je prodorne snage.
Prije raspada Jugoslavije tvornica se zvala Slobodan Princip Seljo, skraćeno SPS. Poznata po proizvodnji eksploziva vitezita. Bio je najveći proizvodni kompleks te vrste u Europi. U Domovinskom ratu se u prostorijama tvornice nalazilo zapovjedništvo 3. gardijske brigade Jastrebova prije nego što je izgrađena nova vojarna. Cijeli je rat bila u rukama Hrvata. Tvornica je bila strateški važna jer je proizvodila vojni eksploziv. Jedina je bila takve vrste na području cijele BiH i bez nje je Armiji BiH bilo praktično beskorisno što su držali diljem BiH sve pogone za izradu topovskih i minobacačkih granata. Zbog toga je tvornica SPS bila jedan od glavnih ciljeva napada Armije BiH. Hrvatske snage bile su spremne na očajničke mjere. Bila je sva minirana i spremna za dizanje u zrak, ako bi došlo u opasnost da padne u ruke bošnjačko-muslimanskih snaga. Detonacijom bi cijeli prostoru u perimetru od 3 km bio uništen, a 15 km uokolo prostor bi bio kontaminiran zbog kiselina jake toksičnosti koje se primjenjuje u proizvodnom procesu. Sigurnosna zona počinjala bi tek 20 km od mjesta lokacije ove tvornice. Dizanjem u zrak nastupila bi kataklizma po regiju Lašvanske doline, ali i zeničke kotline. Osvajanjem tvornice muslimanske bi snage imale uvezan cjelokupni proizvodni sustav, uključujući i proizvodnju kompozitnih eksploziva za VBR-ove dometa 65 km. Bošnjačko-muslimanske snage su u ofenzivama pogađale i krug tvornice, srećom samo u zgrade.
Tijekom 2010-tih godina tvornica je zapala u velike poslovne poteškoće, bila od studenog 2019. godine u stečaju, da bi je nakon toga kupila tvrtka WDG d.o.o. iz Zagreba.